# CS 스팍시앵

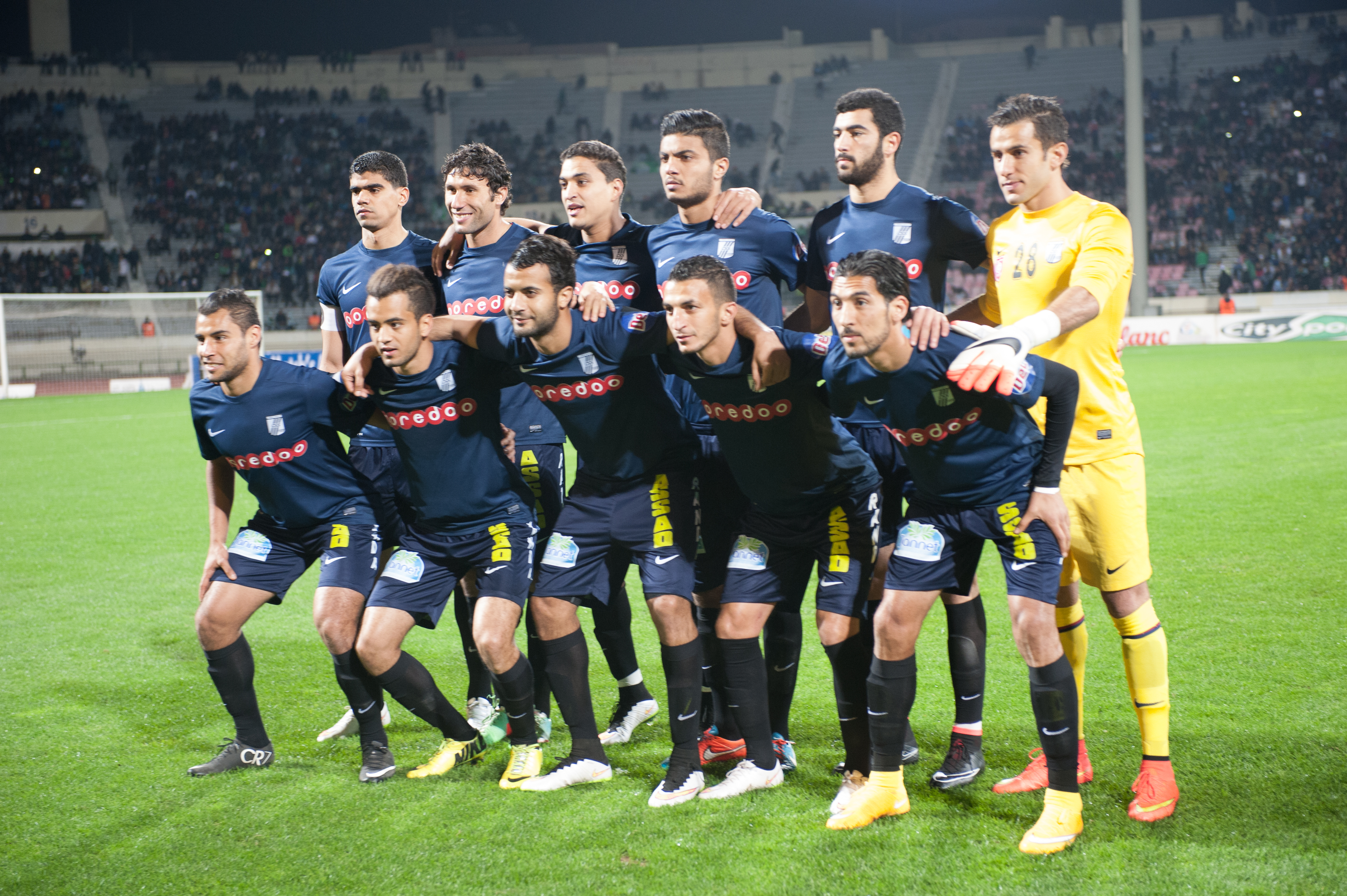

클뢰브 스포르티프 스팍시앵(프랑스어: Club Sportif Sfaxien, 아랍어: النادي الرياضي الصفاقسي)은 튀니지에 있는 스팍스를 연고로 하는 축구 클럽이다. 이 팀은 1928년에 창단 되었으며 현재 튀니지 리그 프로페시오넬 1에 참가하고 있다.

## 선수 명단

### 현역
참고: FIFA 자격 규정에 따라 소속된 국가대표팀 국기를 표시합니다. 선수는 복수의 FIFA 비회원국 국적을 가지고 있을 수 있습니다.
| 번호 | 포지션 | 국적 | 이름           |
| ---- | ------ | ---- | -------------- |
| 6    | MF     | 기니 | 발라 무사 콩테 |

| 번호 | 포지션 | 국적         | 이름               |
| ---- | ------ | ------------ | ------------------ |
| 33   | DF     | 코트디부아르 | 코피 쿠아메        |
| -    | MF     | 기니         | 포데 가우수 카마라 |

## 역대 감독
| 감독                | 임기        |
| ------------------- | ----------- |
| 에크하르트 크라우춘 | 1997        |
| 에크하르트 크라우춘 | 1997 ~ 1999 |
| 뤼트 크롤           | 2012 ~ 2013 |
| 필리프 트루시에     | 2014        |

틀:CS 스팍시앵 선수 명단